# Hydrocharis

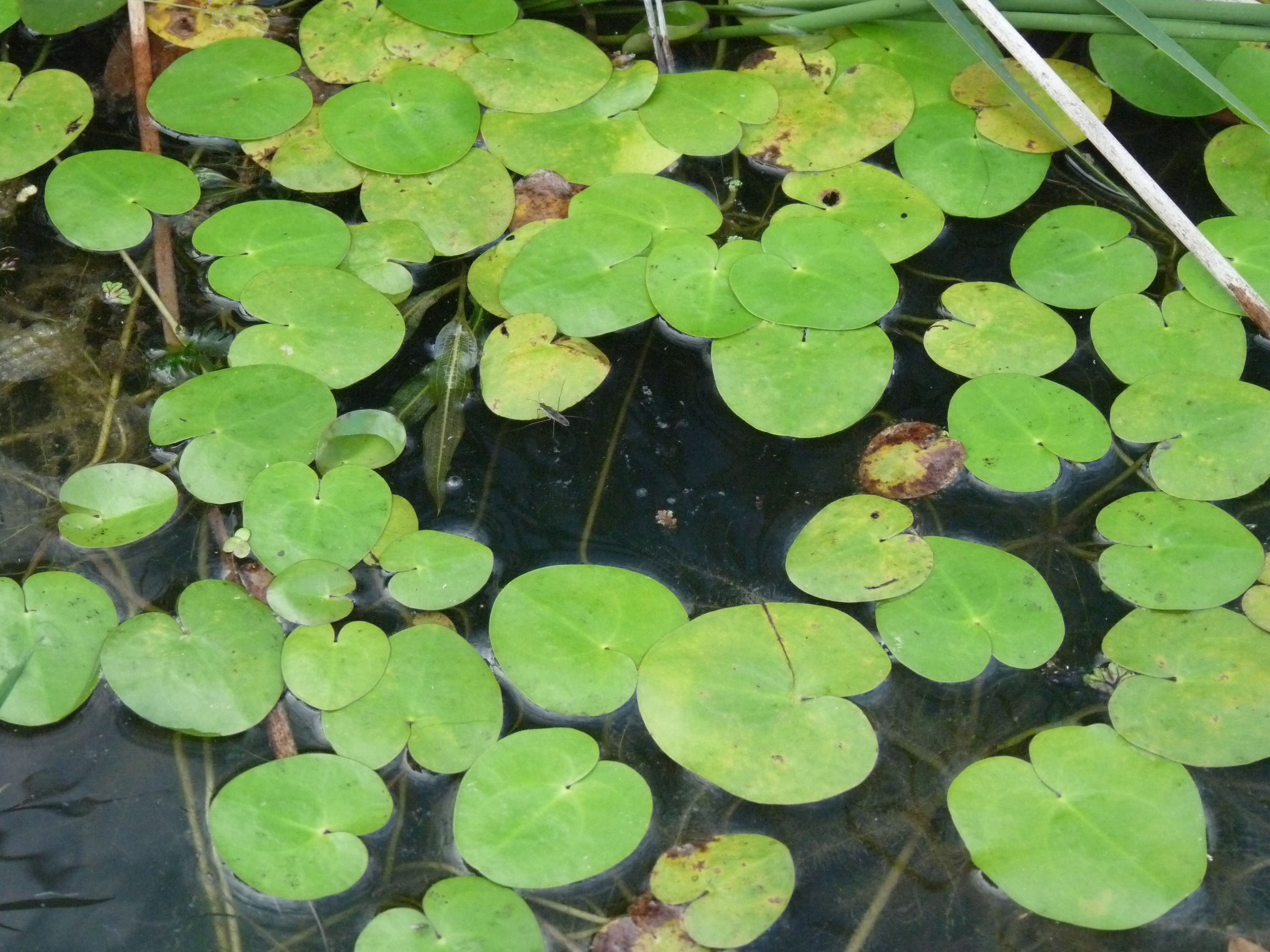
Schwimmblätter von Hydrocharis dubia

Hydrocharis ist eine Pflanzengattung in der Familie der Froschbissgewächse (Hydrocharitaceae).

## Merkmale
Hydrocharis-Arten sind ausdauernde, krautige Pflanze. Sie sind Schwimmpflanzen oder wurzeln im flachen Wasser. Die Stängel sind kurz und bilden Ausläufer. Die Blätter sind in einer grundständigen Rosette angeordnet, gestielt, schwimmend oder untergetaucht, selten auch aus der Wasseroberfläche herausragend. Die Blattspreite ist eiförmig, rundlich oder nierenförmig, ganzrandig, mit stumpfem bis leicht spitzem Ende. Die 1 oder 2 Blattdornen sind transparent und trockenhäutig. Es sind mehr als 5 der Blattadern gekrümmt.
Die Pflanzen sind monözisch und die Blüten radiärsymmetrisch und eingeschlechtig. Die Spathas sind ein- oder zweiklappig. Die männlichen Spathas sind ein- bis sechsblütig und gestielt. Männliche Blüten sind kurz gestielt. Die 3 Kelchblätter sind länglich-elliptisch, stumpf, weiß oder grünlich weiß und bleibend. Die 3 Kronblätter sind breit eiförmig, weiß oder gelblich, mit abgerundeter Spitze, häutig und viel länger und breiter als die Kelchblätter. Die Anzahl der Staubblätter beträgt je nach Quelle 5 bis 12 oder 9 bis 12. Die Staubbeutel sind dorsal fixiert und besitzen 2 Theken.
Die weiblichen Spathas sind einblütig und sitzend. Die weiblichen Blüten sind lang gestielt und ragen geringfügig aus der Spatha heraus. Kelch- und Kronblätter entsprechen denen der männlichen Blüten. Der Fruchtknoten ist elliptisch. Die 6 Griffel sind frei, flach und kurz zweilappig oder zweispaltig.
Es sind zahlreiche Samenanlagen vorhanden. Die Früchte sind elliptisch bis kugelförmig, sechsrippig, unecht sechskammerig, vielsamig, breiig, beerenartig und die Spalten an der Spitze sind unregelmäßig. Die Samen sind ellipsoidisch und ihre Samenschale ist breiig.

## Vorkommen
Hydrocharis kommt im tropischen Afrika, Asien und Europa vor und ist im temperaten Australien und Nordamerika eingebürgert.

## Systematik
Die Gattung Hydrocharis wurde 1753 von Linné erstbeschrieben. Sie besteht aus drei Arten:
- Hydrocharis chevalieri (De Wild.) Dandy; sie kommt von Benin bis ins tropische Zentralafrika vor.[3]
- Hydrocharis dubia (Blume) Backer; sie kommt von tropischen Asien bis Ostasien vor und ist in Nordaustralien eingebürgert.[3]
- Hydrocharis morsus-ranae L.; sie kommt von Europa bis Westsibirien und zum Kaukasus und in Nordwestafrika vor.[3]

## Belege
1. 1 2 3 4 5 6 7 8 9 10 11 12 13 14 15 16 17  Qingfeng Wang, Youhao Guo, Robert R. Haynes, C. Barre Hellquist: Hydrocharis. In: Flora of China Vol. 23 Hydrocharitaceae, S. 91 u. 97 (online)
2. 1 2 3 4 5 6 7 8 9 10 11 12 13 14 15 16 17 18  Abdul Ghafoor: Hydrocharis. In: Flora of Pakistan. Hydrocharitaceae. S. 10 (online)
3. 1 2 3 4  Hydrocharis. In: POWO = Plants of the World Online von Board of Trustees of the Royal Botanic Gardens, Kew: Kew Science, abgerufen am 25. August 2014.